# Elías Regules

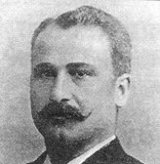
Elías Regules (ca. 1895)

Elías Regules (* 21. März 1861 in Montevideo; † 4. November 1929 ebenda oder 6. November 1929) war ein uruguayischer Mediziner, Politiker und Schriftsteller.

## Leben
Regules wurde als Sohn des Elías Regules López de los Ríos und der Manuela Uriarte López de los Ríos im Haus der Großeltern Juan Risso und Polonia Uriarte López de los Ríos in der „Calle Convención“ geboren. Die beiden aus Rocha stammenden Elternteile, die eigentlich in Durazno lebten, wo sie Landbesitz in der Gegend um den Arroyo Malbajar nahe der heutigen Stadt Sarandí del Yí hatten, waren mütterlicherseits Cousin bzw. Cousine. 1879 endete seine schulische Ausbildung mit dem Abitur (bachillerato). Regules nahm 1881 ein Medizin-Studium auf, das er am 2. September 1883 erfolgreich mit dem Titel eines Chirurgs (médico-cirujano) abschloss. Seit dem 12. März 1885 war er Medizin-Professor. Am 17. März desselben Jahres wurde er zum Vize-Dekan der medizinischen Fakultät der Universidad de la República ernannt. Wenig später, am 11. April 1885, heiratete er Státira Molins Acosta y Lara. Aus der Verbindung entstammen die sechs Kinder Blanca, Elías, Tabaré, Sarandí, Selva und América. Am 23. Juni 1888 rückte er interimsweise in Vertretung von Pedro Visca zum Dekan der Fakultät auf. Dieses Amt hatte er dann endgültig seit dem 2. August 1889 bis zum Jahr 1897 inne. In jener Lebensphase entstand unter anderem im April 1894 sein zweites Theaterstück „Los Guachitos“. Am 25. Mai 1894 gründete er gemeinsam mit einer Gruppe von Freunden die Sociedad Criolla, deren erster Präsident er zugleich war. Zusammen unter anderem mit Javier de Viana, Antonio Lussich und Juan Escayola wirkte er an der Publikation El Fogón mit.
Der promovierte Regules, Mitglied der Partido Constitucional, gehörte dem im Februar 1898 gegründeten Consejo de Estado an und hatte sodann als Repräsentant des Departamento Rocha in der 20. Legislaturperiode vom 15. Februar 1899 bis zum 14. Februar 1902 ein Titularmandat als Abgeordneter in der Cámara de Representantes inne. Die ihm in der offiziellen Parlamentsdatenbank ebenfalls zugeschriebenen Kammerzugehörigkeiten für das Departamento Durazno in der 10. (15. Februar 1868 bis 17. Mai 1869) und 11. (7. Mai 1875 bis 14. Februar 1876) Legislaturperiode sind offenbar – aufgrund der dazu im Widerspruch stehenden Lebensdaten – einem anderen, namensgleichen Mandatsträger zuzuordnen. Regules, der auf seiner „La Margarita“ genannten Chacra in Peñarol lebte, übte vom 1. November 1922 bis 1928 schließlich das Amt des Rektors der Universidad de la República aus. Für den 1946 per Gesetz eingeführten jährlichen „Día de la Tradición“ (Tag der Tradition) wurde der Geburtstag Regules’ ausgewählt. Am 31. Juli 2013 war die Umbenennung der bisherigen als „Brigadier General Venancio Flores“ benannten Brücke am Kilometerpunkt 273 der Ruta 14 über den Arroyo Malbajar auf den Namen „Dr. Elías Regules“ Gegenstand einer von dem Abgeordneten Carmelo Vidalín angestoßenen Gesetzesinitiative innerhalb der Parlamentssitzung.

## Zeitraum seiner Parlamentszugehörigkeit
- 15. Februar 1899 bis 14. Februar 1902 (Cámara de Representantes, 20. LP)

## Werke (Auswahl)
- 1892: „El entenao“
- 1894: „Los Guachitos“